# Северная провинция (Шри-Ланка)
Се́верная прови́нция (синг. උතුරු පළාත Uturu Palata, там. வட மாகாணம் Wada Maakaanam) — провинция Шри-Ланки. Административный центр — Джафна. В трёх километрах от Джафны располагается тамильский религиозный центр Наллур, известный индуистским храмом Кандасвами.
- Площадь Северной провинции составляет 8884 км²[1]. Площадь суши — 8290 км²[1]. Площадь водной глади — 594 км²[1].
- Население — 1 060 023 человека (на 2012).

Большинство её населения — тамилы, с меньшинством сингальцев и мусульман. У текущей гражданской войны есть свои корни в этой провинции. Большинство людей зарабатывает средства к существованию будучи фермерами, рыбаками, поставляя профессионалов в гражданские и деловые сектора.
Провинция известна своими учреждениями высшего образования. Мелкомасштабная промышленность, такая как химическое, лёгкое производство и текстиль также присутствовала в ней перед гражданской войной. Полуостров Джафна орошается подземными водоносными слоями, тогда как у остальной части провинции есть только ирригационные резервуары.
Административно делится на 5 округов:
- Джафна, центр — Джафна
- Маннар, центр — Маннар
- Муллайтиву, центр — Муллайтиву
- Вавуния, центр — Вавуния
- Килиноччи, центр — Килиноччи

## Экономика
Большинство людей зарабатывает средства для существования будучи фермерами, рыбаками, поставляя профессионалов в гражданские и деловые сектора.
Провинция известна своими учреждениями высшего образования. Мелкомасштабная промышленность, такая как химическое, лёгкая промышленность, производство текстиля также присутствуют. Полуостров Джафна орошается подземными водоносными слоями, тогда как в другой части провинции является только ирригационные резервуары.